# エマニュエル＝ジョゼフ・シエイエス
エマニュエル＝ジョゼフ・シエイエスまたはシェイエス、シエイェス、シェイェス、シィエス、シーエス（Emmanuel-Joseph Sieyès [sjejɛs]、1748年5月3日 - 1836年6月20日）は、フランスの革命指導者、政治家、聖職者。総裁政府の5人の総裁のひとり（ルーベルの後任）。

## 人物
第三身分出身。フレジュスにて徴税人の子として生まれる。ドラギニャンのセミナリオで学ぶ。父親の勧めで聖職者となり、アベ・シエイエス（Abbé Sieyès）とも呼ばれる。1772年司祭に叙階される。1788年オルレアン州議会の聖職階級議員となり、政治にも関与している。この年に『特権論』を発表している。
1789年1月刊行の著書『第三身分とは何か』において「フランスにおける第三身分（平民）こそが、国民全体の代表に値する存在である」と訴え、この言葉がフランス革命の後押しとなった。1789年6月17日、国民議会を設立した。8月には貴族の特権が廃止された。シエイエスは、貴族に補償金を払うべきと提案するが、他の第三身分議員から却下された。フランス革命初期に活躍し、ジャコバン派が権力を握った恐怖政治の時代にはルイ16世の死刑票に一票いれるなど逼塞して生き延びた。「革命のモグラ」の異名を持ち、名付けたロベスピエールを非常に恐れ、その恐怖は彼がギロチンの露になった後のセリフ（J'ai vécu　私は生きた）からもよくわかる。1795年に公安委員会委員になり、政界に復帰し、国民公会委員長になった。しかし、総裁政府に入るのは拒否した。その後プロイセン全権大使を務め、1799年にフランスにもどった。
総裁政府の末期に総裁の一人に就任。強い政府を樹立するため、軍に人気のあるナポレオンに近づきブリュメール18日のクーデターを起こす。クーデターの成功により臨時統領の一人に就任するが、統領政府を樹立する過程で、軍事力を有するナポレオンに主導権を奪われ、実権のない元老院議長に棚上げされた。1808年帝国伯爵位を与えられる。

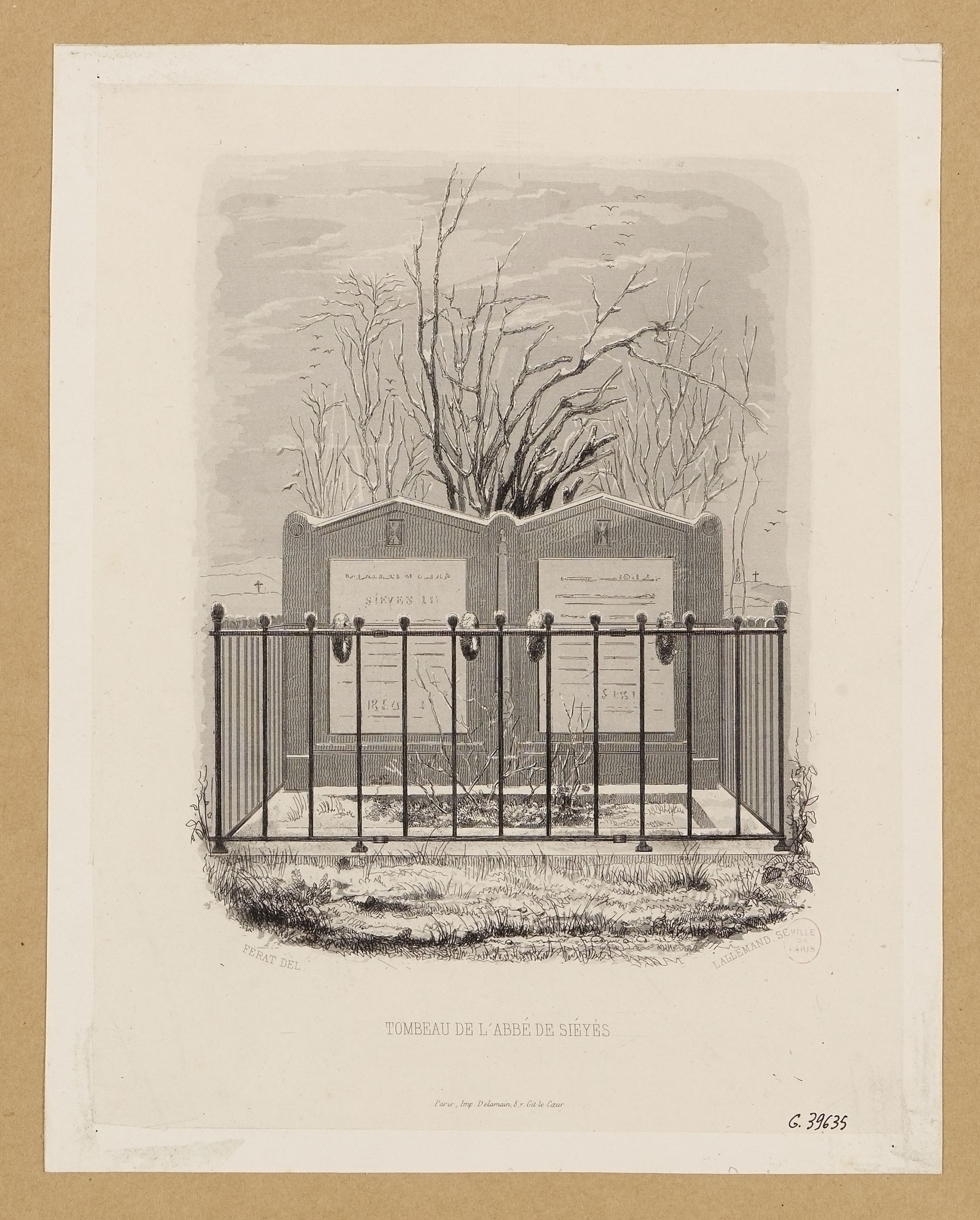
シエイエスの墓碑
（19世紀中期、J.フェラ画）

王政復古により国外追放となるが、七月革命後に帰国したのちパリで没し、ペール・ラシェーズ墓地に埋葬された。
1789年のフランス革命後の憲法制定に際して
「第二院が代議院と一致するときは、無用であり、代議院に反対するならば、それは有害である」
として、二院制を批判したとされる。ただし、シエイエスらがフランス革命期に作った一院制の議会である国民公会は暴走を起こし、政敵である少数派を次々に死刑にする恐怖政治を引き起こしている。恐怖政治はテルミドール9日のクーデターにより終結させられ、一院制の国民公会はわずか3年でなくなり、その後できた共和暦3年憲法では、恐怖政治への反省から、二院制の議会が作られている。
共和暦3年憲法制定に際し、シエイエスは「法制審議院」と「立法議会」からなる二院制を提案したが採用されず、「五百人院」と「元老院」からなる二院制が採用された。
共和暦8年憲法制定に際し、シエイエスは「護民院」「立法院」「護憲元老院」からなる三院制の立法府を提案し、採用されている。

## 著作

### 邦訳
- 五十嵐豊作 訳『第三身分とは何か』実業之日本社〈政治思想古典選書 4〉、1948年7月。 NCID BN00606542。全国書誌番号:46013326 全国書誌番号:60009413。
- 大岩誠 訳『第三身分とは何か』岩波書店〈岩波文庫〉、1950年5月。 NCID BN00913960。全国書誌番号:50006991。
- 薬師院仁志 訳『〈新訳〉第三身分とは何か』PHP研究所、2009年7月。ISBN 9784569704906。 NCID BA90630906。全国書誌番号:21620323。
- 稲本洋之助・伊藤洋一・川出良枝・松本英実 訳『第三身分とは何か』岩波書店〈岩波文庫〉、2011年2月。ISBN 9784003400616。 NCID BB04908061。全国書誌番号:21906289。